# Squadra Speciale Colonia
Squadra Speciale Colonia (SOKO Köln) è una serie televisiva tedesca trasmessa dalla rete televisiva ZDF Zweites Deutsches Fernsehen. La serie in Italia viene trasmessa da Rai 2. In Svizzera viene trasmesso su RSI LA1.

## Trama
Al centro delle vicende vi è una squadra speciale di investigatori della polizia di Colonia, composta dal commissario Karin Reuter (Sissy Höfferer), dai detective Frank Hansen (Jophi Ries), Vanessa Haas (Kerstin Landsmann), Julia Marschall (Lilia Lehner) e Daniel Winter (Steve Windolf), dal medico legale Philip Kraft (Thomas Clemens) e dal direttore Ben Schneider (Hans-Martin Stier).
Ogni giorno il gruppo di agenti deve risolvere casi, dare la caccia a criminali, investigare su omicidi mettendo da parte la propria vita personale, i problemi familiari e quelli di natura sentimentale e mentale.

## Produzione
La serie è prodotta da Network Movie Film-und Fernsehproduktion ed è uno degli spin-off della serie Soko 5113.
In Italia non sono state trasmesse le prime 4 stagioni, nelle quali c'è un'altra protagonista femminile, e la serie è partita dal 70º episodio, il primo della quinta stagione, trasmesso in Germania nel settembre del 2008, in cui arriva una nuova protagonista femminile.

## Cast
| Attore            | Personaggio        | Puntate          | Stagioni |
| ----------------- | ------------------ | ---------------- | -------- |
| Jophi Ries        | Frank Hansen       | 1–150            | 1–10     |
| Kerstin Landsmann | Vanessa Haas       | 1–               | 1–       |
| Hans-Martin Stier | Ben Schneider      | 1–               | 1–10     |
| Gundula Rapsch    | Alexandra Gebhardt | 1–69             | 1–4      |
| Mike Hoffmann     | Tobias Berger      | 1–69             | 1–4      |
| Clelia Sarto      | Daniela Fiori      | 1–21             | 1        |
| Julia Malik       | Carla Schumann     | 22–34            | 2        |
| Jasmin Gerat      | Jale Berg          | 35–69            | 3–4      |
| Thomas Clemens    | Philip Kraft       | 52–              | 4–       |
| Sissy Höfferer    | Karin Reuter       | 70–              | 5–       |
| Lilia Lehner      | Julia Marschall    | 70–              | 5–11     |
| Steve Windolf     | Daniel Winter      | 70–              | 5–10     |
| Pierre Besson     | Matti Wagner       | 150–             | 8–       |
| Anne Schäfer      | Sophia Mückeberg   | 190-220, 232-262 | 12-14    |
| Christian Heller  | Dr. Alexander Kern | 169–191          | 11-12    |

## Episodi
| Stagione                 | Episodi | Prima TV Germania | Prima TV Italia |
| ------------------------ | ------- | ----------------- | --------------- |
| Prima stagione           | 11      | 2003-2004         | inedite         |
| Seconda stagione         | 10      | 2004              | inedite         |
| Terza stagione           | 13      | 2005              | inedite         |
| Quarta stagione          | 17      | 2005-2006         | inedite         |
| Quinta stagione          | 17      | 2007              | 2010            |
| Sesta stagione           | 20      | 2008-2009         |                 |
| Settima stagione         | 20      | 2009              |                 |
| Ottava stagione          | 20      | 2009-2010         | 2018            |
| Nona stagione            | 20      | 2010-2011         | 2018            |
| Decima stagione          | 20      | 2011-2012         | 2018            |
| Undicesima stagione      | 20      | 2012-2013         | 2018            |
| Dodicesima stagione      | 24      | 2013-2014         | 2018            |
| Tredicesima stagione     | 25      | 2014-2015         | 2018            |
| Quattordicesima stagione | 25      | 2015-2016         | 2018-2020       |
| Quindicesima stagione    | 24      | 2016-2017         | 2020            |
| Sedicesima stagione      | 25      | 2017-2018         | 2024            |
| Diciassettesima stagione | 25      | 2018-2019         |                 |
| Diciottesima stagione    | 14      | 2019-2020         |                 |
| Diciannovesima stagione  | 14      | 2020              |                 |
| Ventesima stagione       | 21      | 2021-2022         |                 |
| Speciali                 | 2       | 2013-2017         |                 |